# Akodon dayi
Espèce
Synonymes
- Akodon (Akodon) dayi Osgood, 1916[2]

Statut de conservation UICN

 LC  : Préoccupation mineure
Akodon dayi est une espèce de rongeurs de la famille des Cricetidae endémique de Bolivie.

## Systématique
L'espèce Akodon dayi a été décrite en 1916 par Wilfred Hudson Osgood

## Description
Les mesures faites par W. H. Osgood sur une dizaine de spécimens montrent que leur longueur totale varie de 186 à 214 mm avec une moyenne à 198 mm. Leur teinte générale est brun foncé sur le dos et roux vif sur le ventre.

## Publication originale
- Wilfred H. Osgood, Mammals of the Collins-Day South American expedition (publication), Chicago, 1916.